# Imposta sui domestici
L'imposta sui domestici era un tributo italiano istituito con regio decreto 28 giugno 1866, n. 322. Inizialmente a favore dello Stato, fu poi devoluto ai comuni con legge n. 578 del 1870 per essere riformulato nel Testo unico dei tributi comunali emanato con regio decreto n. 1175 del 1931. Venne definitivamente abrogato con la riforma tributaria del 1974.
L'imposta era a cadenza annuale e progressiva, in base al numero dei domestici. Colpiva chiunque teneva al servizio, suo o della propria famiglia, domestici dell'uno e dell'altro sesso. Non erano da considerarsi domestici (art. 150):
- i commessi, i fattorini, gli operai ed i giornalieri che prestavano servizio esclusivamente per lavori agricoli, industriali e commerciali;
- gli attendenti degli ufficiali del Regio Esercito e degli altri corpi armati;
- i vetturali, conducenti, sorveglianti, meccanici;
- gli inservienti ed i custodi al servizio delle amministrazioni dello Stato, delle Province, dei Comuni e degli Istituti di educazione, istruzione, assistenza e beneficenza;
- i portinai delle private abitazioni quando servivano più inquilini;
- le persone addette al servizio esclusivo degli ammalati e le balie.

Il tributo era dovuto nel comune in cui il contribuente dimorava abitualmente secondo la seguente misura massima (art. 151):
- per una domestica: Lire 25
- per una seconda domestica: Lire 50
- per ogni domestica in più: Lire 50
- per un domestico: Lire 75
- per un secondo domestico: Lire 125
- per un domestico in più, oltre i due primi: Lire 200